# Fedor von Bock
Fedor von Bock, nemški feldmaršal, * 3. december 1880, Kustrin, † 4. maj 1945, Schleswig-Holstein.